# NACK Nパス
『NACK Nパス』（ナック エヌパス）は、2019年4月1日から2020年3月26日までFM NACK5で放送されていたラジオ番組。

## 概要
小尾渚沙がパーソナリティを務めていた夕方の情報番組で、毎週月曜 - 木曜 17:00 - 17:50（日本標準時）に放送。
番組は、当日の最新ニュース・交通情報・スポーツ情報・エンタメ情報などを発信。それらの情報を、昼と夜が入れ替わるこの時間帯にリラックスした雰囲気で聴けることをアピールしていた。

## タイムテーブル
- 17:00 オープニング
- 17:03 NACK5 NEWS
- 17:06 NEWS index
- 17:12 NACK5 TRAFFIC
- 17:15 Happy select／なぎさメモ
- 17:26 NACK5 TRAFFIC
- 17:33 NACK5 特選市プラス
- 17:37 NACK5 TRAFFIC
- 17:40 LIONS report（毎年2月 - 10月頃にNACK5が放送するスポーツニュース）
- 17:47 エンディング